# شعاب توباتها المرجانية
شعاب توباتها المرجانية هي منطقة محمية تقع في الفلبين في وسط بحر سولو.تبعد حوالي 150 كم جنوب شرق بورتوبرنسس.